# Toledo (metropolitana di Napoli)
Toledo è una stazione della linea 1 della metropolitana di Napoli.

## Storia
La stazione è stata progettata dall'architetto spagnolo Óscar Tusquets. Nel progetto originario della linea, Toledo doveva sorgere inizialmente in piazza Carità e la successiva stazione sarebbe stata l'attuale Università ma, a seguito della modifica del tracciato con l'aggiunta di Municipio ed il contestuale interscambio con la costruenda linea 6, si è reso necessario rivedere il progetto e spostare la stazione di circa un centinaio di metri.
Ha tre uscite: via Toledo, con due scale poste in direzione piazza del Plebiscito e piazza Carità, via Diaz, con scala mobile per la risalita e ascensore, e piazza Montecalvario, collegata attraverso una galleria di 170 metri aperta il 18 settembre 2013.
Il ritardo dell'inaugurazione della stazione rispetto ai piani originari si è venuto a creare a causa di problemi logistici dovuti alla presenza di una falda acquifera sottostante. Giocoforza l'acqua è l'elemento ricorrente per questa sede inserita nel piano delle stazioni dell'arte.
I lavori ebbero inizio nel 2000. La realizzazione della stazione ha comportato un investimento complessivo di circa 171 milioni di euro. La stazione è stata presentata alla stampa dal sindaco Luigi de Magistris, dal presidente della Regione Stefano Caldoro e da altre autorità territoriali il 12 aprile 2012. La sua messa in funzione, inizialmente prevista per fine giugno, avviene il 17 settembre 2012 a causa di difficoltà nell'approvvigionamento dei materiali.

## Strutture e impianti
La stazione, in galleria, occupa una superficie di 9 445 m², con un'area di intervento pari a 7 040 m². La profondità della stazione è di 44 metri, presenta una pendenza del 5,5% e dispone di 26 impianti e 3 uscite.
Per curare l'esterno della stazione si è provveduto a rendere totalmente pedonali il tratto di via Armando Diaz che va da via Toledo a via Oberdan, il tratto di via Toledo dinanzi alla chiesa di Santa Maria delle Grazie, e il preesistente incrocio fra via Toledo e via Diaz, trasformandolo in un largo successivamente intitolato a Enrico Berlinguer. All'ingresso di via Diaz, parallele a via Toledo, sono presenti tre strutture esagonali rivestite da piastrelle color blu e ocra che fungono da lucernario dell'atrio della stazione. Il colore dei lucernari è importante perché anticipa le tonalità dominanti all'interno della stazione.
Addentrandosi di poco in via Diaz si erge una statua equestre, opera dell'artista William Kentridge intitolata Il cavaliere di Toledo, realizzata in acciaio Corten. L'opera è stata inaugurata il 15 dicembre 2012 in occasione della notte bianca, concludendo di fatto l'opera di riqualificazione della strada per l'apertura della stazione.
Il vano ascensore, rivestito di pannelli in vetro, è posizionato in linea con la scala mobile, fornita di una copertura ondulata, ed è seguito da una particolare passeggiata formata da grandi cerchi e sedute. Un quarto lucernario, di forma cilindrica e decorato a mosaico è presente quasi al centro di via Diaz, all'interno del primo cerchio. Parallelo alla passeggiata, vi è un filare di pensiline circolari simili ad ombrelloni che si sovrappongono reciprocamente. Le pensiline costeggiano il palazzo della BNL.
L'interno è caratterizzato da due grandi mosaici di Kentridge e realizzati dal mosaicista Costantino Aureliano Buccolieri: il primo è posto nel mezzanino della stazione e raffigurante una tipica scena napoletana, piena di persone in movimento, tra cui lo stesso autore e San Gennaro. Si denotano molti riferimenti a Pompei e al Vesuvio. Sullo sfondo sono presenti mappe topografiche della città. Il mezzanino è caratterizzato dalla luce proveniente dai tre lucernari esterni e dalla presenza di parte delle strutture murarie aragonesi ritrovate durante gli scavi. Scendendo lungo le scale mobili, illuminate dall'interno, si scorge sulla parete frontale il secondo mosaico, raffigurante due persone che si adoperano per portare un carretto carico di simboli della repubblica napoletana del 1799 e un gatto (il cui disegno è sempre tratto da un mosaico pompeiano). Sullo sfondo questa volta si notano i progetti di bonifica dei quartieri bassi di Napoli in relazione alla ferrovia metropolitana.
La differenza tra i due ambienti si nota proprio scendendo le scale mobili: dopo le prime rampe in cui domina il color ocra del rivestimento di mattonelle (chiaro riferimento al tufo napoletano) si passa infatti nella galleria del mare di Bob Wilson: dapprima un ambiente completamente mosaicato a motivi marini, dove sono presenti riferimenti acquatici come le luci che ricordano le onde e il grande pilastro decorato come un gigantesco zampillo di una fontana.
L'INFN di Napoli ha installato all'interno della stazione un rilevatore di raggi cosmici che, unitamente ad un totem informativo, risulta un mezzo di divulgazione scientifica.
Proseguendo nel corridoio di accesso ai binari, ai lati sono collocati dei pannelli animati, sempre di Wilson, che raffigurano il mare increspato dalle onde.
Sulle pareti della scala al piano ammezzato le fotografie manipolate di Achille Cevoli come Men at Work, che raffigura i lavori di costruzione del tunnel della metropolitana.
Il corridoio di collegamento con l'uscita di largo Montecalvario è decorato con le fotografie scattate da Oliviero Toscani in vari punti del centro storico della città per la sua iniziativa Razza umana/Italia. Le fotografie raffigurano i volti dei cittadini napoletani che hanno voluto partecipare all'iniziativa decidendo di posare per il famoso fotografo.
Secondo il quotidiano inglese The Daily Telegraph è la stazione della metropolitana più bella d'Europa e del mondo, primato confermato anche nella classifica della CNN. Nel 2013 vince il premio Emirates Leaf International come "Public Building of the Year". Nel 2015 è la volta del premio "International Tunnelling Association: Oscar delle opere in sotterraneo", assegnato alla stazione superando Sydney e Gerusalemme.

### I reperti archeologici
Durante gli scavi per la realizzazione dei servizi sotterranei, sono state messe in luce parti della fortificazione aragonese di fine XV-inizi XVI secolo, in particolare un bastione scomparso sotto una coltre di sedimenti; sono emerse tracce di scantinati attribuibili agli interventi edilizi promossi da Don Pedro di Toledo in occasione dell'apertura di via Toledo. Questi muri inglobano strutture di epoca romana in blocchetti di tufo con fasce di laterizi, pertinenti probabilmente ad un edificio termale risalente al II secolo d.C.
Al di sotto di queste strutture si è rinvenuto infine un paleosuolo caratterizzato da tracce di arature incrociate, associate ad alcuni frammenti ceramici riferibili alla facies di Diana, inquadrabile nel neolitico finale (fine V - inizio IV millennio a.C.).
Foto e calchi di queste tracce sono esposti nella stazione Neapolis presso la stazione Museo.

## Servizi
La stazione dispone di:
- Biglietteria a sportello
- Biglietteria automatica

## Galleria d'immagini

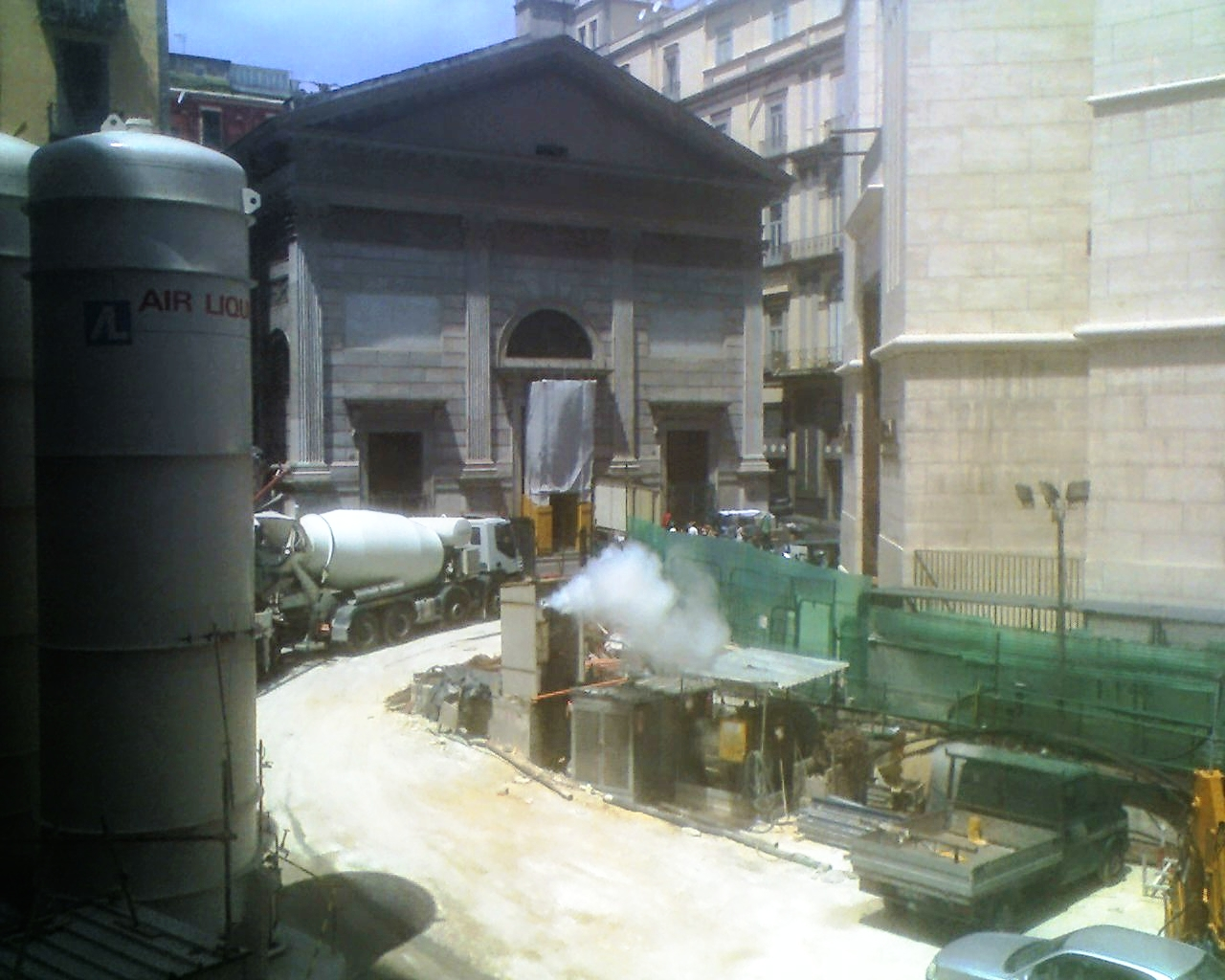
La stazione in costruzione nel 2008
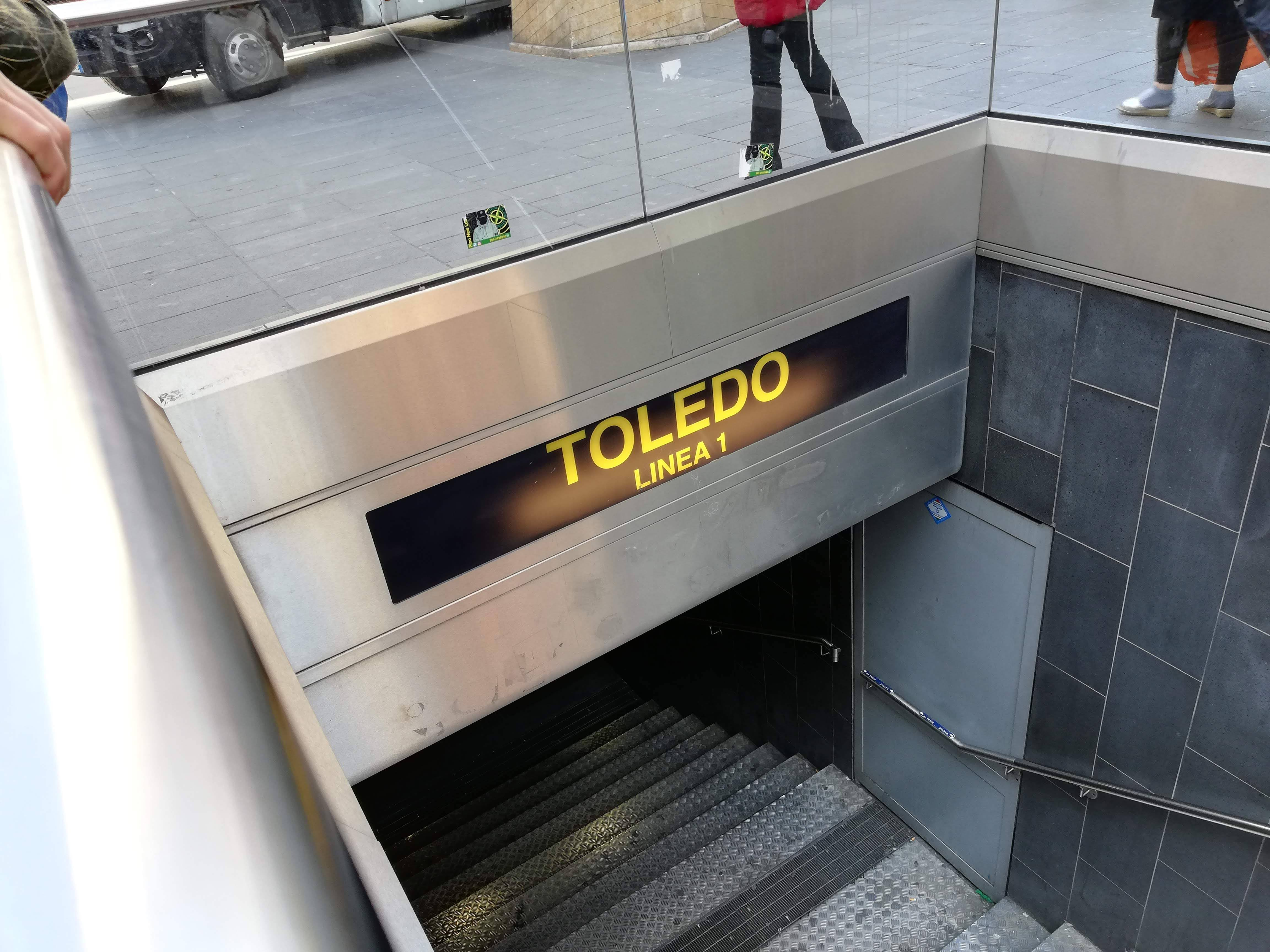
L'ingresso
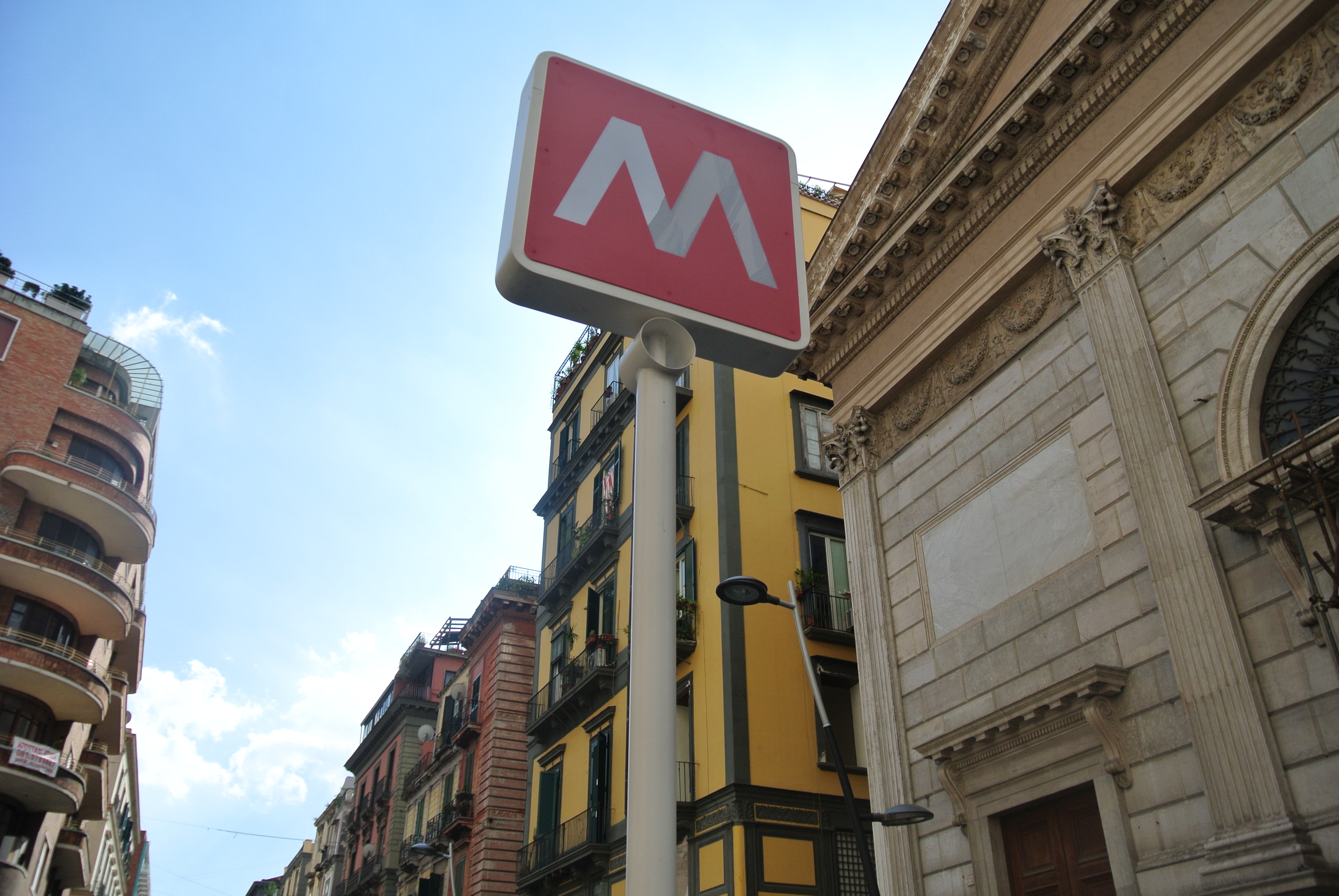
La segnaletica della metropolitana